# Кресна
 Тази статия е за града.  За селото вижте Стара Кресна.  
Крѐсна е град (от 1978, дотогава Гара Пирин) в Югозападна България, намиращ се в област Благоевград, административен център на община Кресна.

## География
Община Кресна (7560 жители) обхваща части от долината на река Струма с живописния Кресненски пролом, от западните разклонения на Пирин и от североизточните склонове на Малешевската планина. Районът е привлекателен със своята самобитност и природна красота.
Град Кресна (4600 жители) е разположен от двете страни на международния път Е-79. Преди града, на живописен завой на река Струма, се намира паметникът на загиналите в Кресненско-Разложкото въстание (1878 г.). На преминаващите правят впечатление храм-паметникът „Свети Иван Рилски“ (от дясно на пътя), приятният център и пясъчните сипеи Мело, които се издигат като гигантско ветрило на изток-североизток, а в дълбочина – величествения хребет на Пирин.
В Пирин се намира красивата курортна местност Синаница (Сини връх), през която минава и популярния пешеходен маршрут към едноименните хижа и езеро, едно от най-красивите в Пирин. Село Влахи покорява посетителя с невероятната си природа и пасторална идиличност. Край Влахи, в село Ощава и в местността Градешка баня се намират известни с лековитостта си минерални извори. В Малешевска планина, по долината на Брезнишка река, се намира царството на вековните чинари. На хълма над село Брезница, на мястото на стар манастир, е построен манастир „Свети пророк Илия“.
Останките от античния град Нейне (край село Долна Градешница) и от средновековния манастир „Св. св. Козма и Дамян“ (край с. Влахи) говорят за вековната история на района. Във всяко едно от населените места в общината има интересни за посещение църкви. Най-старата, „Рождество Богородично“, е в село Влахи и датира от 1750 г.
От двете страни на Струма се намира резерватът „Тисата“ – най-голямото находище на дървовидна хвойна на Балканския полуостров, което се оглася от над сто вида птици. Орнитолози, любители на планински маршрути, рибари и гости – всички са добре дошли в Кресна, където с гостоприемство и топлота ги посрещат местните хора.

## История
Намерените археологически находки свидетелстват, че районът е бил населен още от древността.
Селището възниква след 1926 година като Гара Пирин. Тя е призната за гарово селище без административен акт през 1934 г. През 1956 г. населението на м. Ново
село е преброено заедно с населението на Гара Пирин. През 1959 г. към Гара Пирин е присъединена м. Крива ливада с Указ № 582/обн. 29.12.1959 г. С Указ № 1582/обн. 29.09.1978 г. е обявено за град и преименувано на Кресна, а дотогавашното село Кресна – на Стара Кресна.
От 1932 година в Крива ливада работи Читалище „Пробуда“.

## Население
Численост на населението според преброяванията през годините:
| \| Година на преброяване \| Численост \| \| --------------------- \| --------- \| \| 1934 \| 738 \| \| 1946 \| 1679 \| \| 1956 \| 2667 \| \| 1965 \| 3275 \| \| 1975 \| 3641 \| \| 1985 \| 4059 \| \| 1992 \| 4116 \| \| 2001 \| 3849 \| \| 2011 \| 3470 \| \| 2021 \| 3442 \| |           |
| Година на преброяване | Численост |
| 1934 | 738       |
| 1946 | 1679      |
| 1956 | 2667      |
| 1965 | 3275      |
| 1975 | 3641      |
| 1985 | 4059      |
| 1992 | 4116      |
| 2001 | 3849      |
| 2011 | 3470      |
| 2021 | 3442      |

Етническият състав включва 3313 българи.

### Етнически състав
Преброяване на населението през 2011 г.
Численост и дял на етническите групи според преброяването на населението през 2011 г.:
|                     | Численост |
| Общо                | 3470      |
| Българи             | 3313      |
| Турци               | -         |
| Цигани              | 15        |
| Други               | -         |
| Не се самоопределят | 13        |
| Неотговорили        | 115       |

## Религия
Населението изповядва източноправославието. В 1941 година в Кресна е построена църквата „Свети Иван Рилски“.

## Икономика
В града се намират множество шивашки фабрики. Силно развито е земеделието.

## Обществени институции
На 28 май 2007 е открита нова детска ясла, построена в района на старата детска ясла.
- Участък Полиция

## Забележителности
Центърът на град Кресна е малък, добре уреден, с приятни и свежи фонтани.
На около 7 км от града, в полите на Малешевска планина, се намира манастирът „Св. Пророк Илия“. Край близкото село Влахи се намира местността Градешка баня, известна с минералните си извори.
Кресна е изходна точка до Синанишкото езеро, в подножието на пиринския връх Синаница. Това е популярна и уникално красива местност. На брега на езерото е разположена едноименната хижа.

## Редовни събития
На 19 октомври всяка година се провежда празникът на общината. Православната църква чества празника на свети Иван Рилски.
Всеки месец се издава редовно вестник „Кресна“.

## Други
На Кресна е наречена улица в квартал „Банишора“ в София (Карта).